# 塞拉廖峰
46°35′32″N 10°14′32″E / 46.59222°N 10.24222°E
塞拉廖峰（義大利語：Cima del Serraglio），是中歐的山峰，位於瑞士和意大利接壤的邊境，屬於奥特莱斯山的一部分，海拔高度2,685米，每年平均降雨量1,367毫米。